# Wahlbezirk Steiermark 22
Der Wahlbezirk Steiermark 22 war ein Wahlkreis für die Wahlen zum Abgeordnetenhaus im österreichischen Kronland Steiermark. Der Wahlbezirk wurde 1907 mit der Einführung der Reichsratswahlordnung geschaffen und bestand bis zum Zusammenbruch der Habsburgermonarchie.

## Geschichte
Nachdem der Reichsrat im Herbst 1906 das allgemeine, gleiche, geheime und direkte Männerwahlrecht beschlossen hatte, wurde mit 26. Jänner 1907 die große Wahlrechtsreform durch Sanktionierung von Kaiser Franz Joseph I. gültig. Mit der neuen Reichsratswahlordnung schuf man insgesamt 416 Wahlbezirke, wobei mit Ausnahme Galiziens in jedem Wahlbezirk ein Abgeordneter im Zuge der Reichsratswahl gewählt wurde. Der Abgeordnete musste sich dabei im ersten Wahlgang oder in einer Stichwahl mit absoluter Mehrheit durchsetzen. Der Wahlkreis Steiermark 22 umfasste folgende Gerichtsbezirke:
- Gleisdorf (ohne die Gemeinden Gleisdorf und Pischelsdorf, siehe Wahlbezirk Steiermark 8)
- Weiz (ohne die Gemeinden Weiz, Passail und Sankt Ruprecht an der Raab, siehe Wahlbezirk Steiermark 8)

Bei der Reichsratswahl 1907 setzte sich der deutsch-konservative Politiker Ferdinand Berger im ersten Wahlgang durch. Bei der Reichsratswahl 1911 konnte Berger sein Mandat erfolgreich verteidigen.

## Wahlergebnisse

### Reichsratswahl 1907
Die Reichsratswahl 1907 wurde am 14. Mai 1907 (erster Wahlgang) durchgeführt. Die Stichwahl entfiel auf Grund der absoluten Mehrheit für Berger im ersten Wahlgang.
| Kandidat                                                                   | Partei                                     | Wahlkreisstimmen | Prozent |
| -------------------------------------------------------------------------- | ------------------------------------------ | ---------------- | ------- |
| Ferdinand Berger                                                           | deutsch-konservativer Kandidat             | 7214             | 93,9 %  |
| Franz Reisinger                                                            | Deutscher Agrarier/Christlicher Bauernbund | 267              | 3,5 %   |
| Wenzel Enders                                                              | Sozialdemokratische Arbeiterpartei         | 137              | 1,8 %   |
|                                                                            | Sonstige Parteien                          | 65               | 0,8 %   |
| Wahlberechtigte: 7727 Ungültige/Leere Stimmen: 44, Wahlbeteiligung: 80,6 % |                                            |                  |         |

### Reichsratswahl 1911
Die Reichsratswahl 1911 wurde am 13. Juni 1911 (erster Wahlgang) durchgeführt. Die Stichwahl entfiel auf Grund der absoluten Mehrheit für Berger im ersten Wahlgang.
| Kandidat                                                                    | Partei                             | Wahlkreisstimmen | Prozent |
| --------------------------------------------------------------------------- | ---------------------------------- | ---------------- | ------- |
| Ferdinand Berger                                                            | Christlichsoziale Partei           | 5145             | 91,6 %  |
| Karl Tösch                                                                  | Deutsche Agrarier                  | 330              | 5,9 %   |
| Enders                                                                      | Sozialdemokratische Arbeiterpartei | 82               | 1,5 %   |
|                                                                             | Sonstige Parteien                  | 57               | 1,0 %   |
| Wahlberechtigte: 9626, Ungültige/Leere Stimmen: 40, Wahlbeteiligung: 58,7 % |                                    |                  |         |